# Genootskap van Regte Afrikaners

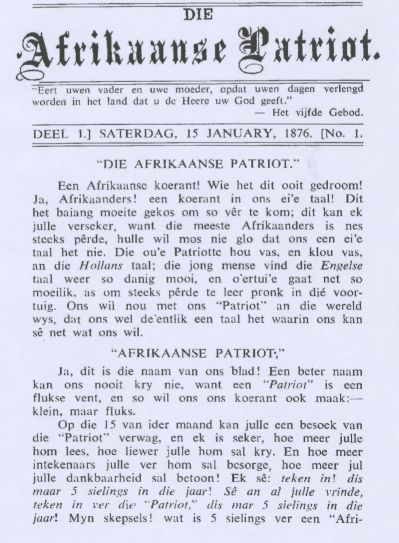
Die Afrikaanse Patriot, herausgegeben von der Genootskap van Regte Afrikaners

Die Genootskap van Regte Afrikaners (afrikaans für ‚Gemeinschaft der echten Afrikaaner‘) wurde am 14. August 1875 im Haus von Gideon Malherbe in Paarl mit dem Ziel gegründet, Afrikaans auch als Schriftsprache zu etablieren. Gründungsmitglieder waren der Lehrer Arnoldus Pannevis, Gideon Malherbe, der Journalist D.F. du Toit (genannt Oom Lokomotief), seinem Bruder Stephanus Jacobus du Toit, „Doktor“ D.F. du Toit, der Drucker Petrus Malherbe, August Ahrbeck und C.P. Hoogenhout, ein niederländischer Immigrant.
Der Lehrer Arnoldus Pannevis gilt als geistiger Vater der Gemeinschaft. Er hatte bemerkt, dass die meisten Südafrikaner niederländischer Abstammung kein korrektes Niederländisch mehr sprechen konnten. Im Laufe der damals schon 200 Jahre alten Geschichte der Kapkolonie hatte sich die Sprache der holländischen Immigranten unter den Einflüssen anderer europäischer Immigranten und der einheimischen Sprachen (z. B. Khoikhoi und die der Kapmalaien) bereits erheblich verändert.
Seit dem 14. August 1975 befindet sich im ersten Stock des Hauses das Afrikaans Language Museum. Das Erdgeschoss des Gutshauses ist originalgetreu wie zur Zeit der Malherbes eingerichtet, die hier von 1860 bis 1921 lebten.
Die Genossenschaft gab ab dem 15. Januar 1876 Die Afrikaanse Patriot als erste Zeitschrift in Afrikaans heraus, zuerst nur monatlich, ab 1878 dann auch wöchentlich. S. J. du Toit war Chefredakteur der Zeitschrift und wohnte von 1889 bis 1904 sogar direkt in der Druckerei in der Hoofstraat (Hauptstrasse). Die Afrikaanse Patriot wurde nach dem Konkurs 1905 von der heute noch existierenden Paarl Post abgelöst.